# 2023-as kanadai labdarúgókupa
A 2023-as kanadai labdarúgókupa (angolul: Canadian Championship) volt a kanadai labdarúgókupa 16. szezonja. A sorozat 2023. április 18-án kezdődött és június 7-én ért véget. A döntőt az vancouveri BC Place Stadionban rendezték meg. A címvédő a Vancouver Whitecaps volt. A trófeát újra a Vancouver Whitecaps szerezte meg, a kupa története során harmadik alkalommal.

## Lebonyolítás
| Kör           | Dátum          | Mérkőzések száma | Csapatok |
| ------------- | -------------- | ---------------- | -------- |
| Selejtező kör | április 18–20. | 6                | 12 → 6   |
| Negyeddöntő   | május 9–10.    | 4                | 8 → 4    |
| Elődöntő      | május 24.      | 2                | 4 → 2    |
| Döntő         | június 7.      | 1                | 2 → 1    |

## Selejtező kör
| 2023. április 18. 19:00 EST |

| Forge                                | 3–0 | Laval |
| ------------------------------------ | --- | ----- |
| Jensen 37' 55' Pacius 57' (11-esből) |     |       |

| Tim Hortons Field, Hamilton, Ontario Nézőszám: 2 117 Játékvezető: Scott Bowman |

| 2023. április 18. 19:00 EST |

| Montréal            | 2–0 | Vaughan Azzurri |
| ------------------- | --- | --------------- |
| Rea 31' Ibrahim 36' |     |                 |

| Saputo Stadion, Montréal, Québec Nézőszám: 11 069 Játékvezető: Mathieu Souaré |

| 2023. április 19. 17:00 EST |

| HFX Wanderers | 1–3 | Atlético Ottawa                |
| ------------- | --- | ------------------------------ |
| Ferrin 19'    |     | Shaw 40' Espejo 44' Tissot 85' |

| York Lions Stadion, Toronto, Ontario Játékvezető: Myriam Marcotte |

| 2023. április 19. 19:30 PST |

| TSS Rovers               | 3–1 | Valour               |
| ------------------------ | --- | -------------------- |
| Polisi 39' 62' Mejia 42' |     | Novak 88' (11-esből) |

| Swangard Stadion, Burnaby, Brit Columbia Nézőszám: 2 486 Játékvezető: Robert D′Alesio |

| 2023. április 19. 20:00 EST |

| York United           | 1–0 | Vancouver |
| --------------------- | --- | --------- |
| Babouli 6' (11-esből) |     |           |

| York Lions Stadion, Toronto, Ontario Nézőszám: 950 Játékvezető: Michael Venne |

| 2023. április 20. 19:00 PST |

| Pacific       | 1–1 (h. u.) | Cavalry   |
| ------------- | ----------- | --------- |
| Ongaro 39'    |             | Bevan 28' |
| Büntetőpárbaj |             |           |
|               | 5–3         |           |

| Starlight Stadion, Langford, Brit Columbia Nézőszám: 2 099 Játékvezető: David Barrie |

## Negyeddöntő
| 2023. május 9. 19:00 EST |

| Forge         | 1–1 (h. u.) | Atlético Ottawa        |
| ------------- | ----------- | ---------------------- |
| Bekker 76'    |             | Bassett 87' (11-esből) |
| Büntetőpárbaj |             |                        |
|               | 3–2         |                        |

| Tim Hortons Field, Hamilton, Ontario Nézőszám: 2 979 Játékvezető: Filip Dujic |

| 2023. május 9. 19:00 EST |

| Toronto     | 1–2 | Montréal                      |
| ----------- | --- | ----------------------------- |
| Insigne 44' |     | Brault-Guillard 35' Offor 39' |

| BMO Field, Toronto, Ontario Nézőszám: 17 726 Játékvezető: Yusri Rudolf |

| 2023. május 10. 19:30 PST |

| Pacific                       | 2–0 | TSS Rovers |
| ----------------------------- | --- | ---------- |
| Heard 66' (11-esből) Reid 87' |     |            |

| Starlight Stadion, Langford, Brit Columbia Nézőszám: 2 593 Játékvezető: Myriam Marcotte |

| 2023. május 10. 19:30 EST |

| York United | 1–4 | Vancouver Whitecaps                                          |
| ----------- | --- | ------------------------------------------------------------ |
| Ricci 90'   |     | Adekugbe 64' Becher 76' Johnson 88' Gressel 90+1' (11-esből) |

| York Lions Stadion, Toronto, Ontario Nézőszám: 1 827 Játékvezető: Drew Fischer |

## Elődöntő
| 2023. május 24. 19:00 PST |

| Pacific | 0–3 | Vancouver Whitecaps              |
| ------- | --- | -------------------------------- |
|         |     | Gressel 14' Ahmed 17' Becher 78' |

| Starlight Stadion, Langford, Brit Columbia Nézőszám: 5 221 Játékvezető: Drew Fischer |

| 2023. május 24. 19:00 EST |

| Montréal                 | 2–0 | Forge |
| ------------------------ | --- | ----- |
| Lassiter 54' Ibrahim 78' |     |       |

| Saputo Stadion, Montréal, Québec Nézőszám: 10 062 Játékvezető: Pierre-Luc Lauzière |

## Döntő
| 2023. június 7. 19:00 PST |

| Vancouver Whitecaps            | 2–1 | Montréal    |
| ------------------------------ | --- | ----------- |
| White 57' Gauld 65' (11-esből) |     | Ibrahim 83' |

| BC Place Stadion, Vancouver, Brit Columbia Nézőszám: 20 072 Játékvezető: Filip Dujic |